# Spoorlijn Bratislava – Hegyeshalom

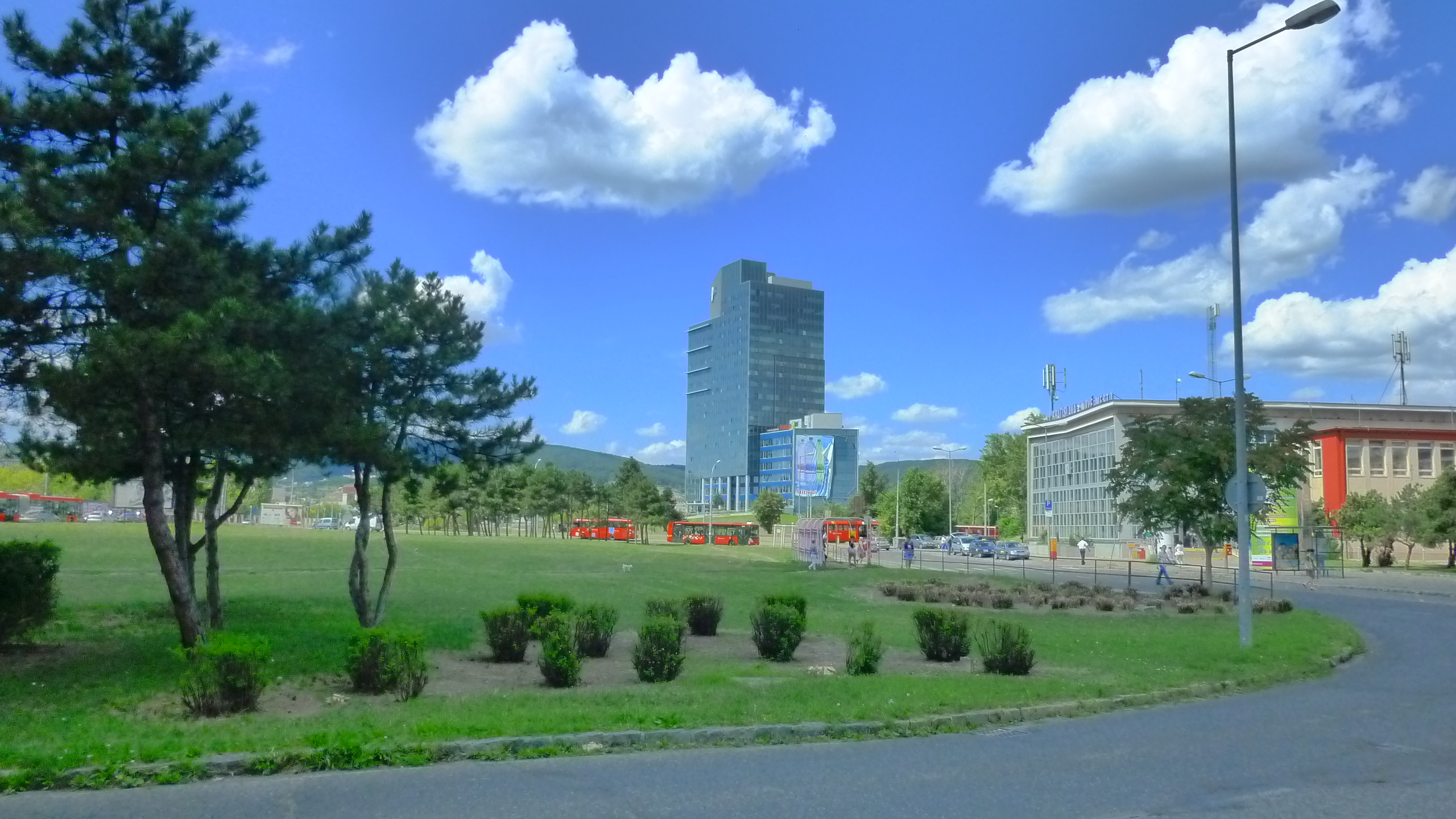
Uiterst rechts: station Bratislava-Nové Mesto (straatkant)

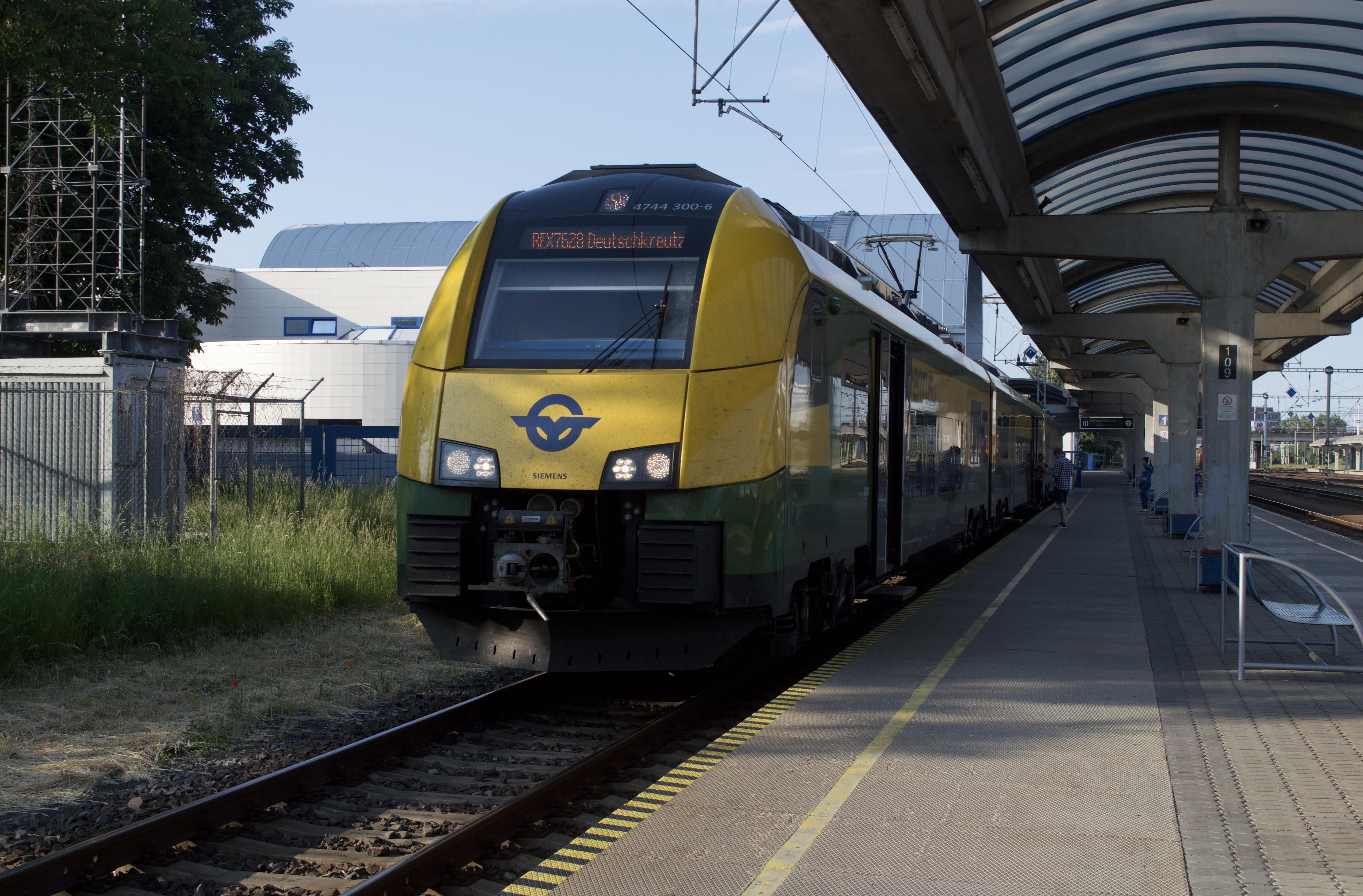
Een trein van de maatschappij GySEV in station Bratislava-Petržalka

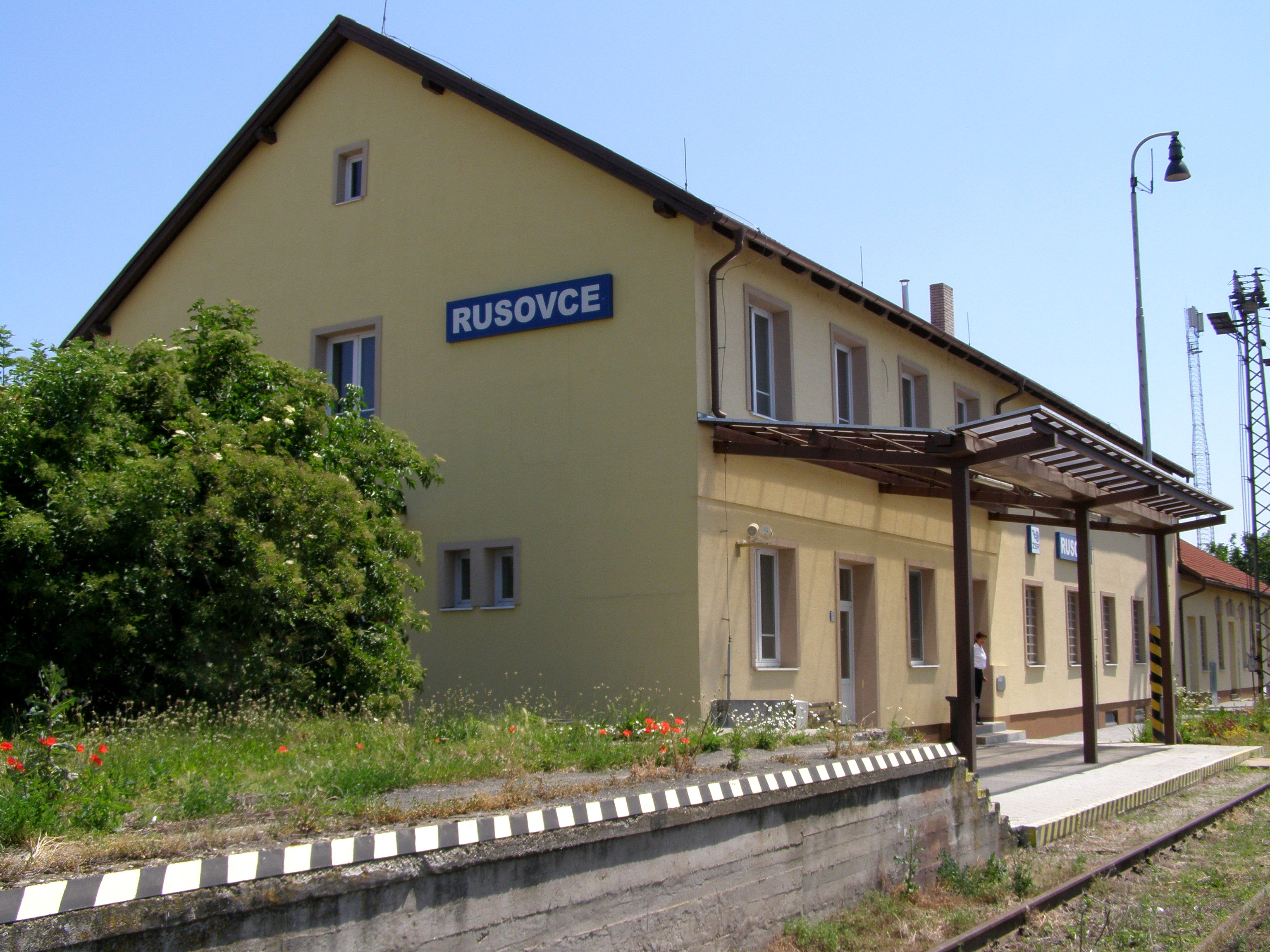
Station Rusovce aan de grens met Hongarije

De spoorlijn Bratislava – Rusovce – Rajka – Hegyeshalom (spoorlijn nummer 132) is een geëlektrificeerde dubbelsporige lijn die de Slowaakse hoofdstad Bratislava verbindt met het Hongaarse grensstadje Hegyeshalom, via de grenspunten Rusovce (Slowakije) en Rajka (Hongarije).

## Geschiedenis
De spoorweg tussen Bratislava en Hegyeshalom via Rajka werd aangelegd als onderdeel van de internationale verbinding van Bratislava naar Szombathely (Hongarije).
Deze spoorlijn werd op 9 november 1891 in gebruik genomen, kort na de afwerking van de František Joseph-brug, die in Bratislava gebouwd was om de oversteek over de Donau mogelijk te maken.
Ten tijde van de COMECON liep de lijn parallel met het IJzeren Gordijn en daardoor was ze van strategisch belang voor Tsjecho-Slowakije en Hongarije, met name voor de verbinding tussen Bratislava en Győr.
Met de bedoeling tussen het Centraal station van Bratislava en het station Bratislava-Petržalka een nieuwe spoorlijn aan te leggen, werd het verkeer op lijn 132 in Bratislava plaatselijk gereduceerd vanaf 1972-1973.
In 1985, na de bouw van een nieuwe brug (de zogenoemde "Havenbrug"), en de aanleg van het nieuwe tracé, werd lijn 132 via de "Havenbrug" omgeleid.
Vanaf 13 december 2009 tot 10 december 2017 was er geen reizigersverkeer tussen Rajka en Bratislava-Petržalka. 
Anno 2020 is er opnieuw reizigersverkeer op deze lijn.

## Stations en haltes
Op het Slowaakse gedeelte van de lijn en tot aan de grens (inbegrepen), zijn er de volgende stations:
- Bratislava hlavná stanica
  - vertakking naar spoorlijn:
    - 100 (Bratislava – Marchegg (ÖBB))
    - 110 (Bratislava – Břeclav)
    - 120 (Bratislava – Žilina)
    - 130 (Bratislava – Štúrovo)
    - Lijn 607 (Bratislava – Nové mesto)
- Bratislava-Nové Mesto
- Bratislava ÚNS
- Bratislava-Petržalka
  - vertakking naar lijn 101 (Bratislava – Wenen)
- Rusovce
  - grensovergang Slowakije / Hongarije
- Rajka (GySEV)
- Hegyeshalom (MÁV)
  - vertakking naar Wenen – Győr